# شاكوبي
شاكوبي (بالإنجليزية: Shakopee, Minnesota) هي مدينة تقع في ولاية مينيسوتا في الولايات المتحدة. تبلغ مساحة هذه المدينة 75.94 (كم²)، وترتفع عن سطح البحر 234 م، بلغ عدد سكانها 37076 نسمة في عام 2010 حسب إحصاء مكتب تعداد الولايات المتحدة.

## التركيبة السكانية
قام مكتب تعداد الولايات المتحدة بتحديد بيانات التركيبة السكانية لشاكوبيفي تعداد الولايات المتحدة. في ما يلي، التركيبة السكانية حسب تعدادي 2000 و2010.

### تعداد عام 2000
بلغ عدد سكان شيفر 343 نسمة بحسب تعداد عام 2000، وبلغ عدد الأسر 124 أسرة وعدد العائلات 93 عائلة مقيمة في المدينة. في حين سجلت الكثافة السكانية 540.7 نسمة لكل ميل مربع (208.8/كم2). وبلغ عدد الوحدات السكنية 129 وحدة بمتوسط كثافة قدره 203.4 نسمة لكل ميل مربع (78.5/كم2).
وتوزع التركيب العرقي للمدينة بنسبة 99.13% من البيض و 0.29% من الأمريكيين الأفارقة و 0.58% من عرقين مختلطين أو أكثر.
بلغ عدد الأسر 124 أسرة كانت نسبة 41.1% منها لديها أطفال تحت سن الثامنة عشر تعيش معهم، وبلغت نسبة الأزواج القاطنين مع بعضهم البعض 46.0% من أصل المجموع الكلي للأسر، ونسبة 23.4% من الأسر كان لديها معيلات من الإناث دون وجود شريك، وكانت نسبة 25.0% من غير العائلات. تألفت نسبة 21.0% من أصل جميع الأسر من أفراد ونسبة 0.8% كانوا يعيش معهم شخص وحيد يبلغ من العمر 65 عاماً فما فوق. وبلغ متوسط حجم الأسرة المعيشية 3.09، أما متوسط حجم العائلات فبلغ 2.77.
بلغ العمر الوسطي للسكان 31 عاماً. وكانت نسبة 32.9% من القاطنين تحت سن الثامنة عشر، وكانت نسبة 8.2% بين الثامنة عشر والأربعة وعشرون عاماً، ونسبة 32.7% كانت واقعةً في الفئة العمرية ما بين الخامسة والعشرون حتى والأربعة وأربعون عاماً، ونسبة 19.2% كانت ما بين الخامسة والأربعون حتى الرابعة والستون، ونسبة 7.0% كانت ضمن فئة الخامسة والستون عاماً فما فوق. يوجد لكل 100 أنثى 99.4 ذكر، ويوجد لكل 100 أنثى في الثامنة عشر من عمرها فما فوق 94.9 ذكر.
بلغ متوسط دخل الأسرة في المدينة 41,667 دولار، أما متوسط دخل العائلة فبلغ 43,000 دولار. وكان متوسط دخل الذكور 32,656 دولار مقابل 27,250 دولار للإناث. وسجل دخل الفرد الخاص بالمدينة 17,561 دولار. وكانت نسبة 5.1% من العائلات ونسبة 9.1% من السكان تحت خط الفقر، وكان من هؤلاء نسبة 14.2% تحت سن الثامنة عشر ولا أحد منهم في الخامسة والستين من العمر وما فوق.

### تعداد عام 2010
بلغ عدد سكان شاكوبي 37,076 نسمة بحسب تعداد عام 2010، وبلغ عدد الأسر 12,772 أسرة وعدد العائلات 9,275 عائلة مقيمة في المدينة. في حين سجلت الكثافة السكانية 1,323.7 نسمة لكل ميل مربع (511.1/كم2). وبلغ عدد الوحدات السكنية 13,339 وحدة بمتوسط كثافة قدره 476.2 لكل ميل مربع (183.9/كم2).
وتوزع التركيب العرقي للمدينة بنسبة 77.0% من البيض و 1.2% من الأمريكيين الأصليين و 10.3% من الأمريكيين ذوي الأصول الآسيوية و 4.3% من الأمريكيين الأفارقة و 2.7% من عرقين مختلطين أو أكثر.
بلغ عدد الأسر 12,772 أسرة كانت نسبة 45.5% منها لديها أطفال تحت سن الثامنة عشر تعيش معهم، وبلغت نسبة الأزواج القاطنين مع بعضهم البعض 57.1% من أصل المجموع الكلي للأسر، ونسبة 10.5% من الأسر كان لديها معيلات من الإناث دون وجود شريك، بينما كانت نسبة 4.9% من الأسر لديها معيلون من الذكور دون وجود شريكة وكانت نسبة 27.4% من غير العائلات. تألفت نسبة 20.4% من أصل جميع الأسر من أفراد ونسبة 5.7% كانوا يعيش معهم شخص وحيد يبلغ من العمر 65 عاماً فما فوق. وبلغ متوسط حجم الأسرة المعيشية 3.31، أما متوسط حجم العائلات فبلغ 2.83.
بلغ العمر الوسطي للسكان 32.2 عاماً. وكانت نسبة 30.2% من القاطنين تحت سن الثامنة عشر، وكانت نسبة 6.6% بين الثامنة عشر والأربعة وعشرون عاماً، ونسبة 37.2% كانت واقعةً في الفئة العمرية ما بين الخامسة والعشرون حتى والأربعة وأربعون عاماً، ونسبة 19.2% كانت ما بين الخامسة والأربعون حتى الرابعة والستون، ونسبة 6.8% كانت ضمن فئة الخامسة والستون عاماً فما فوق. وتوزع التركيب الجنسي للسكان بنسبة 48.8% ذكور و51.2% إناث.

## وصلات خارجية
- www.ci. shakopee.mn.us نسخة محفوظة 14 يناير 2014 على موقع واي باك مشين.
- The US50 - Cities and Towns in Minnesota State